# 勻鯻屬
勻鯻屬（學名：Leiopotherapon）為日鱸目鯻科的一屬，傳統上歸類於鱸形目。

## 分類
本屬包含4個種：
- 澳洲勻鯻 Leiopotherapon aheneus (Mees, 1963)
- 大鱗勻鯻 Leiopotherapon macrolepis  Vari, 1978
- 鉛色勻鯻 Leiopotherapon plumbeus  (Kner, 1864)
- 單色勻鯻 Leiopotherapon unicolor (Günther, 1859)

## 外部連結
- 维基共享资源上的相關多媒體資源：勻鯻屬